# Дирпа (присілок)
Ди́рпа (рос. Дырпа) — присілок у складі Кезького району Удмуртії, Росія.

## Населення
Населення — 185 осіб (2010; 268 в 2002).
Національний склад станом на 2002 рік:
- удмурти — 99 %

## Урбаноніми
- вулиці — Джерельна, Садова, Шкільна
- провулки — Садовий